# Alula Girma
Alula Girma (Arba Minch, 15 de julho de 1993) é um futebolista profissional etíope que atua como defensor.

## Carreira
Alula Girma representou o elenco da Seleção Etíope de Futebol no Campeonato Africano das Nações de 2013.